# Amstrad PCW

Amstrad PCW ime je za obitelj 8-bitnih računalnih sistema koje je proizvodila britanska tvrtka Amstrad između 1985. i 1998. godine. Ovi strojevi su se prodavali u kontinetalnoj Europi pod imenom Joyce od strane njemačke tvrtke Schneider. Svojstva PCW sistema bilo je odnos između cijene i što se dobivalo s početnom cijenom sistema. Dizajn sistema izgrađen je oko integralne kutije (zaslon, centralna jedinica, disketna jedinica i napajanje) s odvojenom tipkovnicom, ugrađeni operativni sistem CP/M te programski paketi: Locoscript procesor riječi,  Mallard BASIC i program prevodilac za jezik Logo. Kod svog izlaska cijena prvih PCW sistema bila je oko 25% niža od PC kompatibilnih računala, i s obzirom na veliki broj poslovnih programa koji su bili dostupni po sve nižcoj cijeni, PCW je imao veliko uspjeh u Europi i u Velikoj Britaniji.